# Hàn Quyết
Hàn Quyết (giản thể: 韩厥; phồn thể: 韓厥; bính âm: hán jué, ?-?), tức Hàn Hiến tử (韓獻子), là vị tông chủ thứ năm của họ Hàn, một trong lục khanh nước Tấn thời Xuân Thu trong lịch sử Trung Quốc. Ông cũng đảm nhận vị trí Chính khanh của nước Tấn từ năm 573 TCN đến năm 566 TCN.
Hàn Quyết là con của Hàn Tử Dư, vị tông chủ thứ tư của họ Hàn. Sau khi Hàn Tử Dư mất, Hàn Quyết vẫn còn nhỏ. Triệu Thuẫn lúc ấy đang làm tướng quốc, đã dung dưỡng và giúp đỡ Hàn Quyết. Khi Hàn Quyết trưởng thành, Triệu Thuẫn tiến cử ông lên chức Tư mã.

## Giúp họ Triệu phục hưng
Theo Sử ký, Triệu thế gia, năm 597 TCN, đại phu Đồ Ngạn Giả (屠岸賈) được Tấn Cảnh công trọng dụng, gièm với Tấn Cảnh công trước đây Triệu Xuyên giết Tấn Linh công nên phải trị tội họ Triệu (bấy giờ Triệu Thuẫn đã qua đời). Tấn Cảnh công nghe theo, bèn phong Đồ Ngạn Giả làm Tư khấu và sai mang quân diệt họ Triệu. Hàn Quyết ra sức phản đối nhưng Đồ Ngạn Giả không chịu nghe, bèn khuyên Triệu Sóc bỏ trốn nhưng Triệu Sóc cũng không chịu, Hàn Quyết bèn xưng bệnh không vào triều. Đồ Ngạn Giả đánh họ Triệu, giết chết cả tộc họ Triệu.
Bấy giờ vợ Triệu Sóc là Trang cơ (cũng là chị của Tấn Cảnh công) đang có mang, trốn trong cung. Môn khách của Triệu Sóc là Công Tôn Xử Cữu (公孫杵臼) cùng với gia nhân Trình Anh, thương lượng việc bảo vệ cho con Triệu Sóc. Trang Cơ sinh ra con trai là Triệu Vũ, Đồ Ngạn Giả biết tin đem quân vây cung điện để vây bắt. Trình Anh bí mật lẻn vào đưa Triệu Vũ ra ngoài, sau dùng kế đổi Triệu Vũ với con mình đến tố giác Đồ Ngạn Giả nên Triệu Vũ thoát nạn, Hàn Quyết muốn đền ơn Triệu Thuẫn nên cố sức dung dưỡng cho Triệu Vũ.
Năm 583 TCN, Triệu Vũ lên 15 tuổi thì Tấn Cảnh công mang bệnh. Hàn Quyết vào gặp, xin Tấn Cảnh công nhớ công lao của họ Triệu với nước Tấn để khôi phục họ Triệu, và cho biết Triệu thị cô nhi vẫn còn sống. Tấn Cảnh công thuận theo, phục chức cho Triệu Vũ và cho Triệu Vũ tự đi báo thù giết Đồ Ngạn Giả.

## Tham chiến với Sở và Tề
Năm 597 TCN, Sở Trang vương đánh nước Trịnh. Trịnh Tương công cầu cứu nước Tấn. Tấn Cảnh công sai Hàn Quyết cùng Tuân Lâm Phủ, Sĩ Hội, Khước Khắc, Loan Thư, Tiên Hộc mang quân cứu Trịnh. Hai bên đánh nhau ở đất Bật, quân Tấn bị Sở đánh bại. Khi chạy về đến sông Hoàng Hà, các binh sĩ tranh nhau qua sông, nhiều người bị giết. Tướng Tuân Oanh bị bắt.
Năm 592 TCN, Tấn Cảnh công cử Khước Khắc làm chánh sứ và Loan Kinh làm phó sứ sang Tề, cùng lúc có sứ Lỗ, Vệ sang, Tề Khoảnh công muốn làm mẹ vui nên bày trò trêu chọc sứ giả. Khước Khắc tức giận, xin Tấn Cảnh công cho mình đánh Tề.
Năm 591 TCN, Tấn Cảnh công mới chấp thuận cho Khước Khắc đem quân hợp với nước Vệ đánh Tề. Liên quân 2 nước đánh tới đất Dương Cốc, buộc vua Tề cầu hòa.
Năm 589 TCN, Tề Khoảnh công mang quân đánh nước Lỗ và nước Vệ. Tấn Cảnh công bèn sai Hàn Quyết cùng Khước Khắc, Sĩ Nhiếp, Loan Thư cứu Lỗ và Vệ. Tháng 6 năm 589 TCN, hai bên giao chiến ở núi Mị Châm. Quân Tấn hăng hái đánh bại quân Tề.
Tề Khoảnh công thua chạy, Hàn Quyết mang quân truy kích. Người đánh xe cho vua Tề là Phùng Sửu Phụ hiến kế đổi chỗ, tự mình vào xe giả làm vua Tề. Hàn Quyết đuổi tới nơi. Sửu Phụ lên giọng ra lệnh cho Tề Khoảnh công đang vào vai người đánh xe đi lấy nước suối Hòa Tuyền cho mình uống. Tề Khoảnh công vội chạy tới suối và trốn thoát. Phùng Sửu Phụ lộ chân tướng là người đóng thế, bị bắt về chỗ Khước Khắc; nhưng Khước Khắc tha chết cho Sửu Phụ.
Quân Tấn đuổi đánh vua Tề, tiến đến Mã Lăng. Tề Khoảnh công sai Tân Mỵ Nhân đi sứ cầu hòa. Khước Khắc chấp thuận cho nước Tề giảng hòa và rút quân về.

## Chính khanh nước Tấn
Năm 573 TCN, Tấn Điệu công lên ngôi, phong cho Hàn Quyết làm Trung quân tướng, tức Chính khanh của nước Tấn.
Năm 566 TCN, Hàn Quyết tuổi đã cao, thấy Tuân Oanh lập được nhiều công trạng, bèn xin Tấn Điệu công cho cáo lão, nhường ngôi Chính khanh cho Tuân Oanh. Điệu công chấp thuận.
Sau không rõ Hàn Quyết mất năm nào. Do con trưởng của ông là Hàn Vô Kị bị bệnh nan y nên sau khi ông mất, con thứ là Hàn Khởi lên thế tập, tức Hàn Tuyên tử.